# Bernard Madoff
Bernard Lawrence "Bernie" Madoff (født 29. april 1938, død 14. april 2021) var en tidligere formand for Bernard L. Madoff Investment Securities LLC og grundlægger og tidligere bestyrelsesformand for NASDAQ-børsen.
Han erklærede sig skyldig i alle 11 anklager, indrømmede at have snydt tusinder af investorer for milliarder af dollars, og blev dømt for at have bedrevet ponzisvindel, det største af sin slags i historien. Føderale anklagere anslog tabet for klienter, hvilket indbefatter fabrikerede tab, til at beløbe sig til næsten 65 mia. $. Den 29 juni 2009 blev han idømt 150 års fængsel, den maksimale straf. Bernard Madoffs bror Peter Madoff er idømt 10 års fængsel.
Eftersom der ikke er mulighed for benådning i det føderale fængselssystem, er det ensbetydende med fængsel på livstid.
Madoff grundlagde firmaet i 1960, og det var et af de største og blandt markedslederne på Wall Street. Madoff var også en ledende figur indenfor jødisk velgørenhed, og svindlen har i betydeligt omfang påvirket et større antal jødiske velgørende organisationer. en af hvilke, Lappin Foundation, har måtte lukke.

## Baggrund og karriere
Madoff blev født ind i en jødisk familie. Han var gift med Ruth Madoff
og ejede huse i Roslyn, New York og Montauk, Long Island, foruden en lejlighed på Manhattans Upper East Side til en værdi af mere end 5 mill. $. Han havde også huse i Palm Beach og i Frankrig og var medlem af Palm Beach Country Club. Han ejede en 55-fods fiskebåd med navnet "Bull".
Med en opsparing på 5.000 $ fra feriejobs som bl.a livredder og installatør af havevandingsanlæg, grundlagde han i 1960 sit investeringsfirma, som ti år senere havde fået et stort antal kunder, som han skaffede på forskellige golfbaner (Country Clubs) over hele landet.
Madoff sad i bestyrelsen for National Association of Securities Dealers (NASD), en selvregulerende organisation for USA's værdipapir-handlere. Hans firma var et af de fem mest aktive firmaer i udviklingen af NASDAQ, og han sad som denne børs' bestyrelsesformand fra 1990.
Madoffs firma var kendt for at "betale for ordre-flow", med andre ord betale en mægler for at lade en kundes ordre gå gennem Madoff.

## Modus operandi
Madoff lovede investorer i sit investeringsselskab L. Madoff Investment Securities afkast på op til 12 procent om året – afkast der da også troligt er kommet ind på investorernes bankkonti de seneste år.
Afkastene stammede imidlertid ikke fra en heldig investeringshånd, men bestod primært af midler fra nytilkomne investorer. På den måde holdt Madoff investeringskarusellen i gang ved hele tiden at udvide med nye investorer.
The Wall Street Journal har oplyst at "adskillige investorer siger at Mr. Madoffs foretrukne mellemmand i Palm Beach var Robert Jaffe. Mr. Jaffe er svigersøn til Carl Shapiro, grundlæggeren og tidligere formand for udstyrs-firmaet Kay Windsor Inc. og en tidlig investor og nær ven af Madoff. Jaffe, en velgører fra Palm Beach, Florida, tiltrak mange investorer fra Palm Beach Country Club."
The New York Post rapporterer at Madoff, "brugte det såkaldte 'Jødiske kredsløb' af velhavende jøder som han mødte på golfbaner på Long Island og i Palm Beach, og gennem sin stilling i bestyrelsen for flere prominente jødiske institutioner blev han betroet hele familie-formuer". Ifølge CNBC, var Madoff i stand til at sælge til europæiske investorer ved ski-konkurrencer, som blev organiseret af diverse børser.

### Største tab pr. 18. december 2008
| #  | Navn                             | Beskrivelse                                                                              | Tab i mill. $ | Tab i mill. DKK. |
| 1  | Fairfield Greenwich              | Investerings-forvaltnings firma                                                          | 7.300         | 37.207           |
| 2  | Tremont Group Holdings           | Værdipapir-forvalter firma                                                               | 3.300         | 16.820           |
| 3  | Banco Santander                  | Spansk bank                                                                              | 2.870         | 14.628           |
| 4  | Bank Medici                      | Østrigsk bank                                                                            | 2.100         | 10.703           |
| 5  | Ascot Partners                   | Hedgefond grundlagt af milliardær-investoren, velgøreren og chef for GMAC J. Ezra Merkin | 1.800         | 9.174            |
| 6  | Access International Advisors    | New York-baseret investeringsfirma                                                       | 1.400         | 7.136            |
| 7  | Fortis                           | Hollandsk bank                                                                           | 1.350         | 6.881            |
| 8  | Union Bancaire Privee            | Schweizisk bank                                                                          | 1.000         | 5.097            |
| 9  | HSBC                             | Britisk bank                                                                             | 1.000         | 5.097            |
| 10 | Natixis SA                       | Fransk investeringsbank                                                                  | 554           | 2.826            |
| 11 | Carl Shapiro                     | Grundlægger og tidl. best. form. for Kay Windsor, og hustru.                             | 545           | 2.778            |
| 12 | Royal Bank of Scotland Group PLC | Britisk bank                                                                             | 493           | 2.511            |
| 13 | BNP Paribas                      | Fransk bank                                                                              | 431           | 2.198            |
| 14 | BBVA                             | Spansk bank                                                                              | 370           | 1.884            |
| 15 | Man Group PLC                    | Britisk Hedgefund                                                                        | 360           | 1.834            |
| 16 | Reichmuth & Co.                  | Privat schweizisk bank                                                                   | 327           | 1.667            |
| 17 | Nomura Holdings                  | Japansk mæglerfirma                                                                      | 304           | 1.550            |
| 18 | Maxam Capital Management         | Fond af fonde fra Connecticut                                                            | 280           | 1.427            |
| 19 | EIM SA                           | Europæisk investmentmanager                                                              | 230           | 1.172            |
| 20 | AXA SA                           | Fransk forsikringsgigant                                                                 | 123           | 628              |
| 21 | UniCredit SpA                    | Italiensk bank                                                                           | 92            | 469              |
| 22 | Nordea Bank AB                   | Nordisk bank                                                                             | 59            | 301*             |
|    | Kilde:                           | Madoff's Victims – The Wall Street Journal 18. december 2008                             |               |                  |

- * Pensionskunder og institutionelle investorer i den nordiske storbank Nordea risikerer at tabe 301 mill. kr. gennem dennes kapitalforvaltnings-afdeling, Liv och Pension.
- Kunder i Danske Banks investeringsforening Danske Invest Leveraged Fund (primært velhaver-kunder) har med stor sandsynlighed tabt 80 mill. kr.[19]

## Erstatningskrav

### J. P. Morgan Chase
Investeringsbanken J. P. Morgan Chase har i januar 2014 indgået forlig med føderale og lokale myndigheder om at yde en erstatning på 2 mia. USD, idet banken menes at have tilbageholdt oplysninger overfor Madoff-investorer.

## Velgørende arbejde
Madoff var bestyrelsesformand for Sy Syms School of Business ved Yeshiva Universitet og kasserer ved dennes donor-komite.

 Han fratrådte sin stilling ved Yeshiva Universitet efter sin anholdelse.
Madoff sad også i bestyrelsen for New York City Center, det historiske teater og var medlem af New York City's prestigiøse Cultural Institutions Group (CIG).
 Han udførte også velgørenhedsarbejde for Gift of Life Bone Marrow Foundation, og styrede en privat fond på 19 millioner $, som donerede penge til hospitaler og teatre.